# Igillos
Igillos, Igillus ou Igila est le nom d'un chef burgonde de la seconde moitié du IIIe siècle mentionné par l'historien Zosime.
En 277-278, il franchit le Danube, frontière naturelle de l'Empire romain, affronta l'empereur Probus sur le Lech mais la bataille se passa mal pour Igillos et ses troupes : les légionnaires romains, pour provoquer et narguer les Barbares, les injurièrent d'une rive à l'autre. Un certain nombre de guerriers burgondes, furieux et répondant aux provocations, traversèrent le Lech, désordonnés, et se firent tailler en pièces. Igillos et les Burgondes restés sur la rive préférèrent négocier un accord, promettant de rendre prisonniers et butin aux Romains. Ne respectant pas leur parole, ils furent de nouveau sévèrement battus : capturés, ils furent déportés en Bretagne romaine où ils servirent plus tard d'auxiliaires.
Son nom pourrait dériver du proto-germanique *igilaz « hérisson » (vieux haut allemand igil, allemand igel).

## Sources
- Michel Rouche, Clovis, Paris, Éditions Fayard, 1996 (ISBN 2-2135-9632-8)
- René Guichard, Essai sur l'histoire du peuple burgonde : de Bornholm (Burgundarholm) vers la Bourgogne et les Bourguignons, A. et J,. Picard et Cie, 1965